# 상황 분석
상황 분석(狀況分析, situation analysis)은 경영자들이 조직의 능력을 이해할 목적으로 조직의 내부 및 외부 환경을 분석하기 위해 사용하는 방식들을 모아둔 것이다. 상황 분석은 여러 분석 방식으로 이루어져 있다: 5C 분석, SWOT 분석, 5 세력 모형. 마케팅 플랜은 제품의 이점을 잠재 고객의 요건에 어떻게 부합시킬지에 대한 비즈니스 가이드를 위해 만들어진다. 상황 분석은 마케팅 플랜의 2차적 단계이며 고객과의 장기간의 관계를 구축해나가기 위한 중요한 단계라고 할 수 있다.
마케팅 플랜
- 소개
- 상황 분석
- 목적
- 예산 책정
- 전략
- 집행
- 평가

상황 분석은 환경 내의 수많은 회사에 영향을 미치는 거시환경요인과 특별히 회사에만 영향을 주는 미시환경요인을 둘 다 살펴본다. 상황 분석의 목적은 환경 내에서 조직과 제품이 어느 위치에 있는지, 또 사업의 전반적인 생존능력은 어떠한지를 회사에게 알려주는 것이다. 회사는 환경 내에 기회와 문제를 요약할 수 있어야 하며 그리하여야 시장 내에서 자신들의 능력을 이해할 수 있게 된다.